# Allukrainische Vereinigung „Vaterland“
Die Allukrainische Vereinigung „Vaterland“ (ukrainisch Batkiwschtschyna) ist eine politische Partei in der Ukraine.

## Ausrichtung und Organisation
„Vaterland“ hat keine klar definierte Ideologie und vertritt zumeist populistische Positionen. Die Partei wird teils als links- oder Mitte-links-populistische, teils als national-demokratische, liberalkonservative, oder Mitte-rechts-Partei beschrieben. Sie gehört damit in die Kategorie der Catch-all-Parteien („Allerweltsparteien“) im Sinne des Politikwissenschaftlers Otto Kirchheimer (1905–65), die sich bemühen, Wähler verschiedener politischer Ausrichtung zu vereinen. Sozialismus und „Marktfundamentalismus“ lehnt sie gleichermaßen ab. Stattdessen tritt sie für einen dritten Weg ein, den sie als „Solidarismus“ bezeichnet.
Die Partei „Vaterland“ hat Beobachterstatus in der Europäischen Volkspartei und ist Vollmitglied der Internationalen Demokratischen Union. Sie setzt sich für einen EU-Beitritt der Ukraine ein.
Die Partei ist stark auf die Person ihrer Gründerin und Vorsitzenden Julija Tymoschenko ausgerichtet. Sie ist keine Mitgliederpartei mit Basisorganisation, sondern eine „professionelle Wahlpartei“. Ihr gehören überwiegend Karrierepolitiker an, ihre Mitgliederzahl ist unbekannt. Mit ihren Anhängern kommuniziert sie über Medien der Öffentlichkeitsarbeit und das Internet.

## Geschichte
„Vaterland“ wurde am 9. Juli 1999 von ehemaligen Mitgliedern der populistischen Mitte-links-Partei Hromada, darunter Julija Tymoschenko und Oleksandr Turtschynow, gegründet. Diese hatten Hromada aus Protest gegen den Führungsstil des Vorsitzenden Pawlo Lasarenko verlassen und bereits im März 1999 eine Parlamentsfraktion mit Namen „Vaterland“ in der Werchowna Rada gegründet. Im Dezember desselben Jahres wurde die damalige Ministerpräsidentin der Ukraine Julija Tymoschenko zur Parteivorsitzenden gewählt. Sie hat diesen Posten bis heute inne.
Nach der Ernennung Tymoschenkos zur stellvertretenden Ministerpräsidentin unter dem damaligen Regierungschef Wiktor Juschtschenko stand die Partei zunächst auf Seiten der Regierung und galt als loyal gegenüber Staatspräsident Leonid Kutschma. Auch unter dem Eindruck des sogenannten Kassetten-Skandals trat die Partei dann in Opposition zu dem autoritär regierenden Präsidenten und war Teil des Bündnisses Ukraine ohne Kutschma. Im Vorfeld der Parlamentswahlen 2002 wurde das Wahlbündnis Block Julija Tymoschenko (BJuT) gegründet, das 7,24 % der Stimmen erhielt.
Bei den Präsidentschaftswahlen 2004, die in der „Orangefarbenen Revolution“ mündeten, unterstützte „Vaterland“ die Kandidatur Wiktor Juschtschenkos. Nach dem Sieg Juschtschenkos wurde Julija Tymoschenko zum ersten Mal Ministerpräsidentin. Oleksandr Turtschynow wurde Chef des ukrainischen Inlandsgeheimdienstes SBU. Weitere Ressorts erhielt die Allukrainische Vereinigung nicht. Auch bei den darauffolgenden Parlamentswahlen nahm die Partei jeweils unter dem Dach des Blocks Julija Tymoschenko teil, der seinen Sitzanteil in der Rada jeweils vergrößern konnte.
2008 wurde die Partei als Beobachtermitglied in die Europäische Volkspartei aufgenommen. Dies kam für einige Beobachter überraschend, da „Vaterland“ ihnen bis dahin als Mitte-links-Partei galt und Interesse an einem Beitritt zur Sozialistischen Internationale gezeigt hatte.

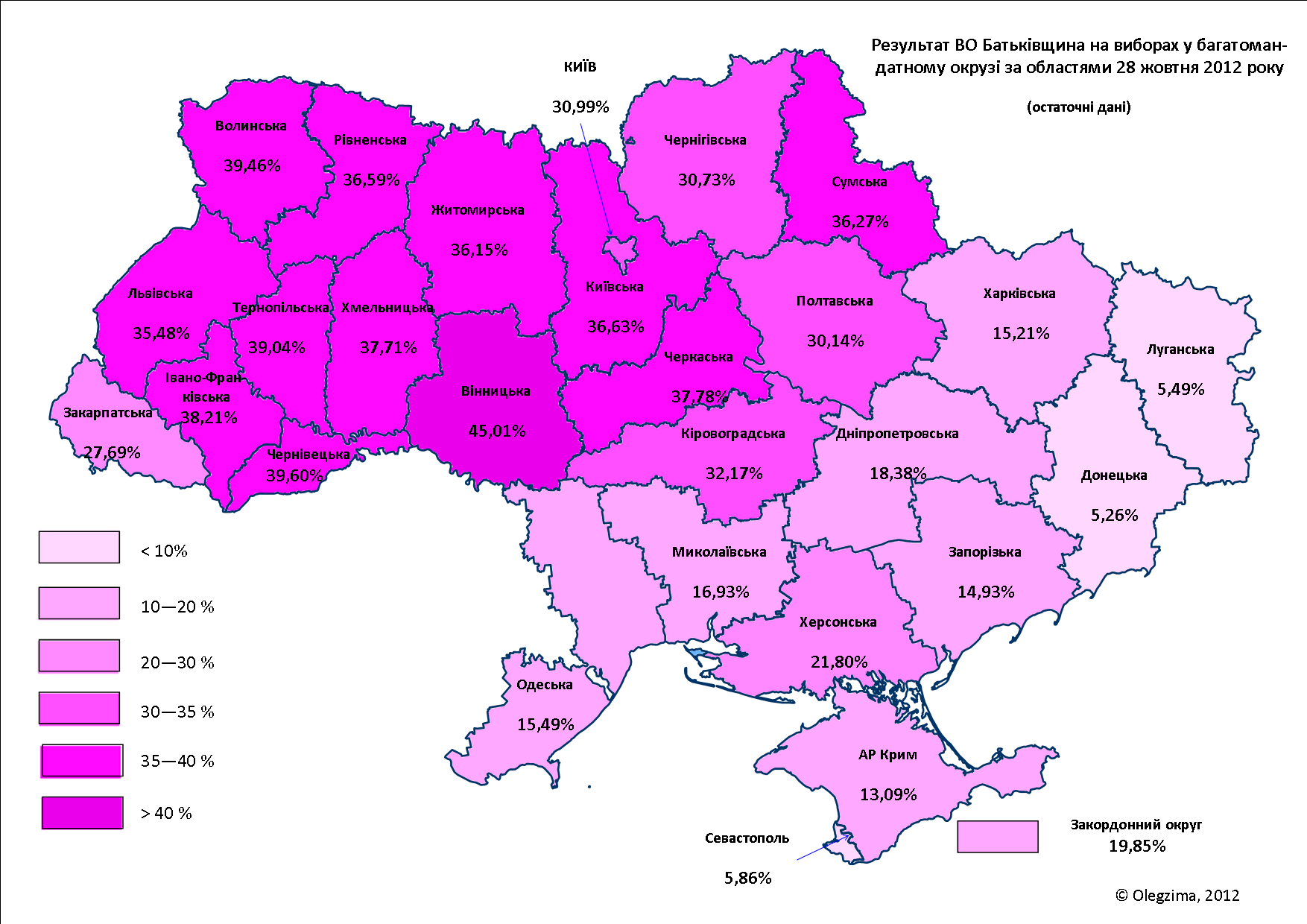
Stimmenanteil von „Vaterland“ bei der Parlamentswahl 2012 nach Oblasten

Bei den Parlamentswahlen vom 28. Oktober 2012 trat „Vaterland“ gemeinsam mit den ehemaligen BJuT-Mitgliedsparteien Partei Reformen und Ordnung sowie Volksbewegung der Ukraine (Ruch) mit einer gemeinsamen Liste an. Offiziell konnte der Block Julija Tymoschenkos als solcher nicht mehr antreten, da das veränderte Wahlrecht keine Blockbildung, sondern nur noch Parteilisten zuließ. Auch die Front der Veränderungen (Front Smin) von Arsenij Jazenjuk und der Medschlis des Krimtatarischen Volkes von Mustafa Abdülcemil Kirimoglu traten der Vereinigten Opposition bei, die auf der Liste der Partei „Vaterland“ kandidiert. Spitzenkandidat des Bündnisses war Jazenjuk, da die inhaftierte Tymoschenko nicht antreten durfte. Die Liste erreichte 25,54 % der Wählerstimmen und erlangte 103 der 450 Sitze in der Werchowna Rada, damit bildete sie die zweitgrößte Parlamentsfraktion. Im Juni 2013 verschmolz die Front der Veränderungen und die kleine liberale Partei „Reformen und Ordnung“ dann vollständig mit „Vaterland“.
Seit Beginn der Proteste in der Ukraine 2013 bildete „Vaterland“ unter der Führung von Jazenjuk gemeinsam mit der radikal nationalistischen Swoboda-Partei von Oleh Tjahnybok und der Partei UDAR des Profiboxers Vitali Klitschko ein oppositionelles Dreierbündnis, das den Rücktritt des ukrainischen Präsidenten Wiktor Janukowytsch erreichen wollte. Nach der Flucht Janukowytschs wählte die Werchowna Rada den Batkiwschtschyna-Abgeordneten und Co-Gründer Oleksandr Turtschynow am 22. Februar zum Parlamentspräsidenten und einen Tag später zum Übergangsstaatsoberhaupt. Am 27. Februar 2014 wurde Jazenjuk zum Ministerpräsidenten gewählt. Er bildete eine Übergangsregierung bestehend aus Politikern von „Vaterland“, der Swoboda-Partei sowie parteilosen Ministern.
Bei der durch den Sturz Janukowytschs notwendig gewordenen Präsidentschaftswahl im Mai 2014 trat wieder die inzwischen freigelassene Julija Tymoschenko an, kam jedoch mit 12,8 % der Stimmen nur auf einen abgeschlagenen zweiten Platz, während sich Petro Poroschenko bereits im ersten Wahlgang durchsetzte. Im Vorfeld der Parlamentswahl im Oktober 2014 verließ eine Reihe führender Mitglieder die Partei und schloss sich der neu gegründeten Volksfront an, darunter sind Arsenij Jazenjuk (der Vorsitzender der neuen Partei wurde), Oleksandr Turtschynow, der Innenminister Arsen Awakow, die Sozialministerin Ljudmyla Denissowa, der Generalsekretär des Nationalen Sicherheits- und Verteidigungsrats Andrij Parubij sowie Wjatscheslaw Kyrylenko. Die Vaterlandspartei musste daraufhin bei der Wahl starke Verluste hinnehmen und kam auf nur noch 5,7 %, während die abgespaltete Volksfront mit 22,2 % stimmenstärkste Kraft wurde. Die Vaterlandspartei wurde jedoch an der neuen Regierung beteiligt und stellt im Kabinett Jazenjuk II zwei Minister. Den Minister für Ökologie und Naturressourcen und den Minister für Jugend und Sport.